# گوادچن شلاختسکی
گوادچن شلاختسکی (به لاتین: Gładczyn Szlachecki) یک روستا در لهستان است که در گمینا زاتوره واقع شده‌است.